# Língua suri
Suri (Churi, Dhuri, Shuri, Shuro ou Surma) é uma língua nilo-saariana sudanês oriental falada na Zona Bench Maji da Região das Nações, Nacionalidades e Povos do Sul, na Etiópia, até a fronteira com Sudão do Sul e além da fronteira com os povos Surmas. A língua possui 80% de similaridade com o Mursi